# Mohammed Taoufiq Allaoui
Mohammed Taoufiq Allaoui (en arabe : محمد توفيق علاوي), né le 1er juillet 1954 à Bagdad, est un homme politique irakien.

## Biographie
Il est nommé ministre des Télécommunications le 20 mai 2006, jusqu'en 2007. Il est nommé à nouveau à ce poste en 2010, mais démissionne le 27 août 2012, accusant le Premier ministre Nouri al-Maliki de fermer les yeux sur des affaires de corruption. 
Le 1er février 2020, il est nommé Premier ministre par le président Barham Salih, deux mois après la démission d'Adel Abdel-Mehdi, dans un contexte d'importantes manifestations anti-gouvernementales à Bagdad et dans le sud de l'Irak. Allaoui tend la mains aux protestataires en déclarant : « Je vous demande de poursuivre les manifestations, car si vous n’êtes pas avec moi, je serai seul et je ne pourrai rien faire. [...] Maintenant, je travaille pour vous ». Mais des manifestants affichent aussitôt leur rejet du nouveau Premier ministre, car désigné par les blocs politiques,. Les manifestants se divisent quant au soutien à lui apporter ou non.
Prévu fin février 2020, le vote de confiance est reporté à trois reprises du fait d'un quorum non atteint. Le 1er mars, il renonce à former un gouvernement, tandis qu'Abdel-Mehdi annonce quitter ses fonctions le 2 mars. Le président de la République doit alors nommer un nouveau candidat, sans consulter les partis.